# Blue (Diana Ross)
Blue è il ventitreesimo album in studio della cantante statunitense Diana Ross, pubblicato nel 2006 dalla Motown. 
I brani che compongono il disco sono stati registrati tra il 1971 ed il 1972.

## Tracce
1. What a Diff'rence a Day Makes – 3:28 (Stanley Adams, María Méndez Grever)
2. No More – 3:09 (Salvador Camarata, Bob Russell)
3. Let's Do It – 3:00 (Cole Porter)
4. I Loves Ya Porgy – 5:11 (George Gershwin, Ira Gershwin, DuBose Heyward)
5. Smile – 2:58 (Charlie Chaplin, Geoffrey Parsons, John Turner)
6. But Beautiful – 2:50 (Johnny Burke, Jimmy Van Heusen)
7. Had You Been Around – 3:29 (Richard Jacques, Ronald Miller, Avery Vandenburg, Bernard Yuffy)
8. Little Girl Blue – 4:00 (Lorenz Hart, Richard Rodgers)
9. Can't Get Started with You – 3:10 (Vernon Duke, Ira Gershwin)
10. Love Is Here to Stay – 2:13 (George Gershwin, Ira Gershwin)
11. You've Changed – 2:54 (Bill Carey, Carl Fischer)
12. My Man – 3:31 (Jacques Charles, Channing Pollock, Albert Willemetz, Maurice Yvain)
13. Easy Living – 2:54 (Ralph Rainger, Leo Robin)
14. (In My) Solitude – 2:05 (Eddie DeLange, Duke Ellington, Irving Mills)
15. He's Funny That Way – 3:02 (Charles N. Daniels, Richard Whiting)
16. T'Ain't Nobody's Bizness If I Do – 2:22 (Porter Grainger, Everett Robbins)